# تامي تيريل
تامي تيريل (بالإنجليزية: Tammi Terrell) (ولدت توماسينا وينيفريد مونتغمري، 29 أبريل 1945 - 16 مارس 1970) كانت فنانة تسجيل أمريكية، اشتهرت بمجموعة من الثنائيات مع المغنية مارفين غاي.

## بداية حياتها
وُلدت تيريل باسم توماسينا وينيفريد مونتغمري في فيلادلفيا، أمها جيني (ني غراهام) وأبيها توماس مونتغمري. كانت جيني ممثلة وتوماس صاحب صالون حلاقة وسياسي محلي. وفقا لأخت تامي، كانت والدتهما «مريضة عقليا».
وفقا للفيلم الوثائقي «أنسونج» الذي يتحدث عن حياة المغنيين، كانت تامي الأقدم بين أخواتها. قالت أختها لودي إن والديها ظنوا أن تامي ستكون صبي، وبالتالي سيتم تسميتها على اسم والدها. ومع ذلك، عندما ولدت استقر الوالدان على اسم توماسينا، وأطلقوا عليه اسم «تومي»، ثم غيرته إلى «تامي» بعد مشاهدة فيلم تامي والبكالوريوس، وسماع أغنية «تامي»، في سن الثانية عشرة..
وفقًا لكتاب نشرته اختها لودي، باسم (أختي تومي، وتامي تيريل الحقيقي) تعرضت تامي للاغتصاب من قبل ثلاثة أولاد في سن الحادية عشرة. وفي هذا الوقت، بدأت تعاني من الصداع النصفي. على الرغم من أنه لم يكن يعتقد أن لهذا أهمية في ذلك الوقت، إلا أن أفراد الأسرة ذكروا لاحقًا أن هذا الصداع ربما كان مرتبط بتشخيصها لاحقًا بسرطان الدماغ. وبعدها التحقت تيريل بمدرسة جيرمان تاون الثانوية في فيلادلفيا.

## وفاتها
بحلول أوائل عام 1970، كانت تيريل محصورةً على كرسي متحرك، وكانت تعاني من العمى، وفقدان الشعر، وكان وزنها 93 رطلًا فقط (42 كجم). بعد العملية الثامنة والأخيرة لها في 21 يناير 1970، دخلت تيريل في غيبوبة. توفيت في 16 مارس بسبب مضاعفات سرطان الدماغ، وهي شهر عيد ميلادها الخامس والعشرين. أقيمت جنازة تيريل في كنيسة جينس الميثودية في فيلادلفيا. ألقى غاي في الجنازة تأبينًا نهائيًا بعزف «كل ما تحتاج إليه». ووفقًا لخطيب تيريل الدكتورة إرنيست «إرني» غاريت، التي كانت تعرف جاي، منعت والدتها غضبًا كل شخص في موتاون من جنازتها، باستثناء غاي، التي شعرت أنها كانت أقرب صديق لتيريل.
غاي لم يتغلب على الحزن من موت ديريل.فكان ألبوم غاي الكلاسيكي «ما يحدث»، وهو عمل استكشافي منخفض المستوى تناول مواضيع ناضجة صدرت عام 1971، رد فعل جزئيًا على وفاة تيريل.

## الجوائز والترشيحات
تم ترشيح تيريل ومارفين غاي لجائزة أفضل إيقاع لأغانيهما الصوتية "Ain't No Mountain High Enough" في جوائز غرامي السنوية العاشرة في عام 1968. تم دمج الأغنية لاحقًا في قاعة Grammy Hall of Fame في عام 1999.

## روابط خارجية
- تامي تيريل على موقع IMDb (الإنجليزية)
- تامي تيريل على موقع ميوزك برينز (الإنجليزية)
- تامي تيريل على موقع إن إن دي بي (الإنجليزية)
- تامي تيريل على موقع أول ميوزيك (الإنجليزية)
- تامي تيريل على موقع ديسكوغز (الإنجليزية)
- تامي تيريل على موقع ديسكوغز (الإنجليزية)